# Präsidentschafts- und Parlamentswahl in Panama 2019
Die Präsidentschafts- und Parlamentswahl in Panama 2019 fand am 5. Mai statt. Bei ihr wurden der Staatspräsident und die Mitglieder der Nationalversammlung gewählt. 

## Ergebnis

### Präsidentschaftswahl
| Kandidaten                                               | Kandidaten                                 | Stimmen   | %    | Listen                             | Stimmen   | %    |
| -------------------------------------------------------- | ------------------------------------------ | --------- | ---- | ---------------------------------- | --------- | ---- |
|                                                          | Laurentino Cortizo (Panamá Podemos)gewählt | 655.302   | 33,4 | Partido Revolucionario Democrático | 609.638   | 31,0 |
| Movimiento Liberal Republicano Nacionalista              | Laurentino Cortizo (Panamá Podemos)gewählt | 655.302   | 33,4 | 45.664                             | 2,3       |      |
|                                                          | Rómulo Roux (Un cambio para despertar)     | 609.003   | 31,0 | Cambio Democrático                 | 564.297   | 28,7 |
| Partido Alianza                                          | Rómulo Roux (Un cambio para despertar)     | 609.003   | 31,0 | 44.706                             | 2,3       |      |
|                                                          | Ricardo Lombana                            | 368.962   | 18,8 | Parteilos (Chocolate)              | 368.962   | 18,8 |
|                                                          | José Blandón                               | 212.931   | 10,8 | Partido Panameñista                | 174.113   | 8,9  |
| Partido Popular                                          | José Blandón                               | 212.931   | 10,8 | 38.818                             | 2,0       |      |
|                                                          | Ana Matilde Gómez                          | 93.631    | 4,8  | Parteilos (Celeste)                | 93.631    | 4,8  |
|                                                          | Saúl Méndez                                | 13.540    | 0,7  | Frente Amplio por la Democracia    | 13.540    | 0,7  |
|                                                          | Marco Ameglio                              | 11.408    | 0,6  | Parteilos (Verde)                  | 11.408    | 0,6  |
| Gesamt                                                   | Gesamt                                     | 1.964.777 | 100  |                                    | 1.964.777 | 100  |
|                                                          |                                            |           |      |                                    |           |      |
| Ungültige Stimmen                                        | Ungültige Stimmen                          | 48.656    | –    |                                    |           |      |
| Wähler                                                   | Wähler                                     | 2.013.433 | 73,0 |                                    |           |      |
| Wahlberechtigte                                          | Wahlberechtigte                            | 2.757.823 |      |                                    |           |      |
|                                                          |                                            |           |      |                                    |           |      |
| Quellen: Tribunal electoral, Kandidaten, Wahlbeteiligung |                                            |           |      |                                    |           |      |

### Parlamentswahl
| Listen                                         | Listen                                      | Stimmen   | %    | Mandate |
| ---------------------------------------------- | ------------------------------------------- | --------- | ---- | ------- |
|                                                | Partido Revolucionario Democrático          | 542.105   | 30,0 | 35      |
|                                                | Cambio Democrático                          | 405.798   | 22,5 | 18      |
|                                                | Partido Panameñista                         | 312.635   | 17,3 | 8       |
|                                                | Movimiento Liberal Republicano Nacionalista | 92.340    | 5,1  | 5       |
|                                                | Partido Popular                             | 65.028    | 3,6  | –       |
|                                                | Partido Alianza                             | 43.670    | 2,4  | –       |
|                                                | Frente Amplio por la Democracia             | 22.711    | 1,3  | –       |
|                                                | Unabhängigen 1                              | 323.153   | 17,9 | 5       |
| Gesamt                                         | Gesamt                                      | 1.807.440 | 100  | 71      |
|                                                |                                             |           |      |         |
| Ungültige Stimmen                              | Ungültige Stimmen                           | 142.663   | 7,3  |         |
| Wähler                                         | Wähler                                      | 1.950.103 | –    |         |
|                                                |                                             |           |      |         |
| Quellen: Tribunal electoral, Stimmen – Mandate |                                             |           |      |         |

- 1 Davon: Wahlgruppe Celeste: 141.014 Stimmen; Wahlgruppe Chocolate: 96.252 Stimmen; Wahlgruppe Verde: 85.887 Stimmen.